# Zespół Pallistera-Killiana
Zespół Pallistera-Killiana in. PKS (ang. Pallister–Killian syndrome, Pallister-Killian-Teschler-Nicola syndrome, Killian-Teschler-Nicola syndrome, Pallistermosaic syndrome, tetrasomy 12p, isochromosome 12p mosaicism, isochromosome 12p syndrome, PKS)  – genetycznie uwarunkowany zespół wad wrodzonych,  w którym aberracja chromosomowa występuje w postaci  mozaiki ograniczonej do niektórych tkanek. Charakteryzuje się dysmorfią twarzy,  zaburzeniami pigmentacji skóry, alopecją, częstym występowaniem wad przepony oraz dodatkowych brodawek sutkowych wraz z niepełnosprawnością intelektualną oraz padaczką.

## Historia
Zespół został niezależnie opisany w 1977 roku przez zespół pod kierownictwem amerykańskiego lekarza Philipa Pallistera oraz w 1981 roku przez austriackiego lekarza Wolfganga Killiana i austriacką antropolog Marię Teschler-Nicola.

## Etiologia
Choroba spowodowana jest obecnością jednego lub dwóch dodatkowych izochromosomów złożonych z materiału genetycznego krótszego ramienia chromosomu 12. Cechą zespołu jest mozaicyzm ograniczony do niektórych tkanek (limfocyty w okresie niemowlęcym i wczesnodziecięcym, fibroblasty skóry, kosmówka), natomiast procent komórek z aneuploidią nie koreluje ani z ciężkością zespołu, ani z długością życia pacjentów ani też ze stopniem niepełnosprawności intelektualnej.  Kariotyp pacjentów jest następujący: 47,XX lub XY, i(12)(p10)/ 46,XX lub XY.

## Obraz kliniczny
Grube rysy twarzy występują od urodzenia i pogłębiają się z wiekiem. Częstymi cechy dysmorficznymi twarzy są wypukłe czoło z wysoką linią włosów, przerzedzonymi włosami okolicy czołowej i skroniowej, rzadkie lub nieobecne brwi i rzęsy, nisko umieszczone i dysplastyczne małżowiny uszne, hiperteloryzm z szerokim i płaskim grzbietem nosa, wytrzeszczem, skośne oczy ze zmarszczką nakątną, duże usta z kącikami skierowanymi w dół, wysoko sklepione podniebienie, żuchwa w początkowym okresie życia jest cofnięta, później jest duża i wystająca. Szyja jest krótka i często płetwowata z nadmiarem skóry na karku, a kończyny są nieproporcjonalnie skrócone.
U pacjentów od urodzenia występuje hipotonia mięśniowa, głębokie upośledzenie umysłowe, oraz padaczka z napadami drgawkowymi rozpoczynającymi się zwykle we wczesnym dzieciństwie. Towarzyszą im strukturalne zmiany w mózgu, z których najczęściej występują zaburzenia w układzie komorowym i ciele modzelowatym oraz zanik mózgu.

## Epidemiologia
Częstość występowania szacowana jest na poniżej 1 na 20 000 – 25 000  żywych urodzeń.

## Diagnostyka różnicowa
Podstawą rozpoznania są charakterystyczne cechy dysmorficzne. Ostateczne rozpoznanie stawiane jest na podstawie badania cytogenetycznego fibroblastów z materiału uzyskanego w wyniku biopsji skóry. Izochromosom jest obecny w 30-100% metafaz fibroblastów. Zespół Pallistera-Killiana należy różnicować z zespołem Frynsa oraz trisomią 12p.

## Leczenie
Leczenie jest jedynie objawowe.

## Rokowanie
Rokowanie jest złe. Większość pacjentów umiera w okresie okołoporodowym, pozostali zwykle nie dożywają 15 roku życia. Najdłużej żyjący pacjent żył w wieku 45 lat (1987).